# Reformierte Kirche Hunzenschwil

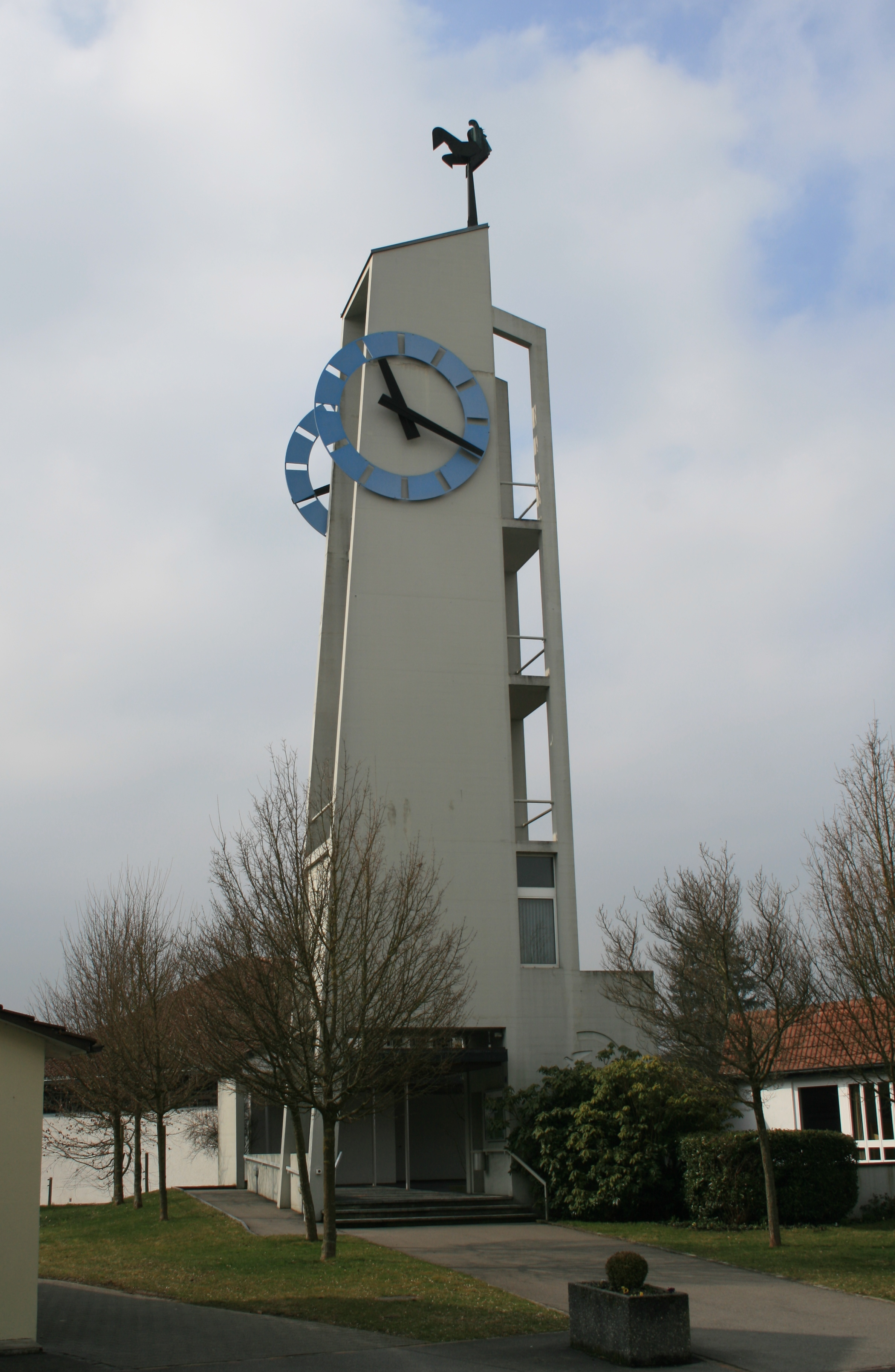
Reformierte Kirche

Die reformierte Kirche Hunzenschwil ist die reformierte Dorfkirche in der Gemeinde Hunzenschwil im Schweizer Kanton Aargau. Die Kirche wurde 1960 eingeweiht und gehört der Kirchgemeinde Suhr-Hunzenschwil.

## Geschichte
Die Reformierten von Hunzenschwil gehören traditionell zur Kirchgemeinde Suhr, die heute den Namen Suhr-Hunzenschwil trägt. Bereits 1953 begannen die ersten Planungen für den Kirchenbau, aber erst im Mai 1959 begannen die Bauarbeiten und am 5. Juli 1959 erfolgte die Grundsteinlegung. Die Aufschrift auf dem Grundstein ist «V • VII • MCMLIX / JESAJA LIV • X» zitiert Jesaja 54, 10. Etwa ein Drittel der Baukosten wurde durch Spenden finanziert, unter anderem wurden alle fünf Glocken gestiftet. Der Kirchturm war ein Geschenk der ausführenden Baufirma an die Kirchgemeinde.
Die Kirche hat einen siebeneckigen Grundriss. Die Glasfenster aus Glas und Beton wurden 1960 von Arnold Zahner gestaltet, einem Künstler aus Rheinfelden. Die Orgel im hinteren Teil der Kirche wurde 1965 von der Firma Mathis nachträglich eingebaut und verfügt über 15 Register.